# Звёздный интерферометр Майкельсона
Звёздный интерферо́метр Ма́йкельсона — прибор, позволяющий измерять угловые размеры звёзд и расстояния между двойными звёздами, а также изучить распределение интенсивности свечения на их поверхности методом интерференции. Один из первых проектов астрономических интерферометров, которые были воплощены «в железе».

## Конструкция и принцип работы
Схема интерферометра, предложенная Альбертом Майкельсоном в 1890 году по идее Ипполита Физо (1868 год), состояла из четырёх зеркал (два внешних и два внутренних), свет от которых через два отверстия в диафрагме направлялся на собирающую линзу и фокусировался на экране. В такой конструкции в фокусе линзы наблюдается интерференция света, проходящего через отверстия, находящиеся на фиксированном расстоянии друг от друга. Экран с отверстиями находится в фокальной плоскости телескопа, направленного на исследуемую звезду; свет перед падением на экран проходит через светофильтр, в котором выделяется спектральная компонента излучения источника с длиной волны λ. Так как собственная разница хода между лучами, приходящими на внешние зеркала, очень мала, то на экране они создают чёткую интерференционную картину. Сдвигая внешние зеркала, можно изменять разницу хода между лучами до тех пор, пока интерференционная картина не исчезнет. Это происходит при выполнении соотношения
{\displaystyle \theta ={\frac {\lambda }{2d}},}
где θ — угловое расстояние между пришедшими лучами от двух близко расположенных звёзд, d — расстояние между внешними зеркалами. Интерференционная картина при определении углового диаметра звезды пропадает при выполнении соотношения
{\displaystyle \theta =1,22{\frac {\lambda }{d}},}
где предполагается, что звезда является равномерно светящимся диском.

## Звёздный интерферометр в Маунт-Вилсон
Первый звёздный интерферометр был построен в обсерватории Маунт-Вилсон на базе телескопа-рефлектора с диаметром зеркала в 100 дюймов (254 см). Отверстия в диафрагме находились на расстоянии 114 см, а максимальное расстояние между внешними зеркалами составляло 6,1 м. Между линзой и экраном были размещены оптические компенсаторы, так как интерференционные полосы в белом свете видны только вблизи нулевого порядка интерференции. Первой звездой, чей диаметр был измерен, стала Бетельгейзе (0,047 угловой секунды).